# Bumbálkův vršek
Bumbálkův vršek je označení lokality v pražských Vysočanech, nacházející se jižně od náměstí OSN.

## Název
Název patrně pochází z přelomu 19. a 20. století, kdy zde v domě č. p. 41 (zbořen v 80. letech 20. století) působil jistý pan Bumbálek, majitel obchodu smíšeným zbožím a drůbeží.

## Poloha
Bumbálkův vršek je nevýrazný trojúhelníkový ostroh ze spodní strany ohraničený ulicemi Freyova a U Vysočanského pivovaru. Shora sem naopak zasahuje jižní okraj náměstí OSN a ulice Špitálská a Novoškolská. Podle státní mapy z roku 1971 se návrší nachází v nadmořské výšce zhruba 206 m a úpatí ve výšce 195 m n. m., převýšení tedy činí přibližně 11 metrů.

## Historie
Podle stabilního katastru z roku 1842 se na vrchu nacházelo několik menších domů a ovocné sady. K roku 1909 jsou na vrchu zaznamenány dvě uličky, Smetanova a Jungmannova, a v nich celkem devět čísel popisných. V období Protektorátu ulice nesly název Pürglitzer Gasse (Křivoklátská) a Bausower Gasse (Bousovská), po válce byly přejmenovány na ulice Obročnickou a Rošického (Rošického ulice byla později přejmenována na Malou Obročnickou). Východní část vrchu byla v 60. letech 20. století ubourána v souvislosti s napřímením Freyovy (tehdy Klímovy) ulice a stavbou vysočanské estakády. 6 domů nicméně na vrchu stálo až do 80. let 20. století, kdy byly zbořeny a nahrazeny kancelářskou budovou, pozdějším sídlem místní pobočky Komerční banky.
| „                                                                       | Naproti je Bumbálkův vršek. Říká se mu tak proto, že pod ním, v čísle 41 měl obchod s všelikými potravinami a drůbeží pan Bumbálek. Byl to moc hodný a uznalý člověk. Mnoho lidí mu dodnes dluží za nákup, nikoho nikdy neupomínal. Věděl, co je to bída a jak se tady někomu těžce žije... | “ |
| — vzpomínky pamětníků z roku 1962 z archivu historika Miroslava Kurandy | |   |

V roce 2018 byla na jižním úbočí otevřena nová budova základní školy Špitálská. Čtyřpodlažní novostavba nahradila původní přízemní pavilon z poloviny 20. století. Pro obě budovy se mezi učiteli i žáky vžil název Bumbálek.